# Південний Кордофан
Південний Кордофан (араб. جنوب كردفان; трансліт: Janūb Kurdufān) — один з 17 штатів (вілаятів) Судану.

## Опис
- Територія 158355 км².
- Населення 1406404 осіб (на 2008).

Адміністративний центр — місто Кадуглі. 

Інші значущі міста — Діллінга, Ель-Муглад, Абу-Губейха, Ель-Фула, Талоді, Ель-Аббасі.

## Історія
В 2005 році відповідно до Найвашської угоди до складу провінції увійшли південні округи скасованого вілаята Західний Кордофан

 — Лагава, Ас-Салам і Аб'єй.

## Адміністративно-територіальний поділ

Адміністративно-територіальний поділ штату

Штат поділений на 8 округів (дистриктів):
- Аб'єй (англ. Abyei)
- Абу-Губейха (англ. Abu Jubaiyah)
- Ас-Салам (англ. As Salam)
- Діллінга (англ. Dilling)
- Кадуглі (англ. Kadugli)
- Лагава (англ. Lagawa)
- Рашад (англ. Rashad)
- Талоді (англ. Talodi)

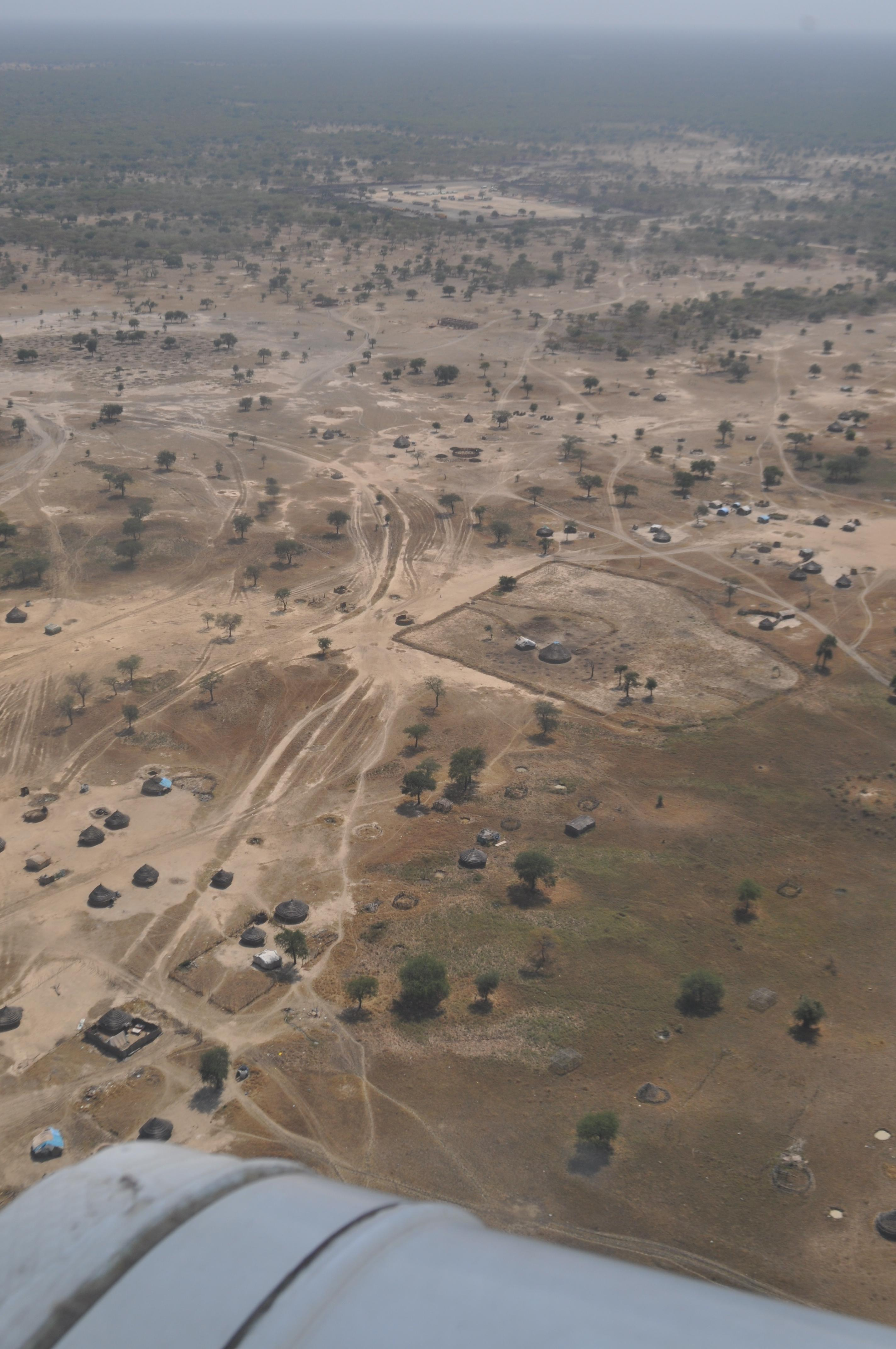
Краєвид району Аб'єй з вертольота місії ООН

Південна частина округу Аб'єй є спірною територією між Суданом і Південним Суданом. Має відбутися референдум стосовно належності цієї території.